# Daniele Barbaro
Daniele Matteo Alvise Barbaro (também chamado Barbarus; Veneza, 8 de Fevereiro de 1513 - 1570) foi um tradutor e comentarista veneziano do Vitrúvio.

## Biografia
Era filho de Francesco di Daniele Barbaro e Elena Pisani, filha do banqueiro Alvise Pisani e de Cecilia Giustinian. Barbaro estudou filosofia, matemática e óptica na Universidade de Pádua.

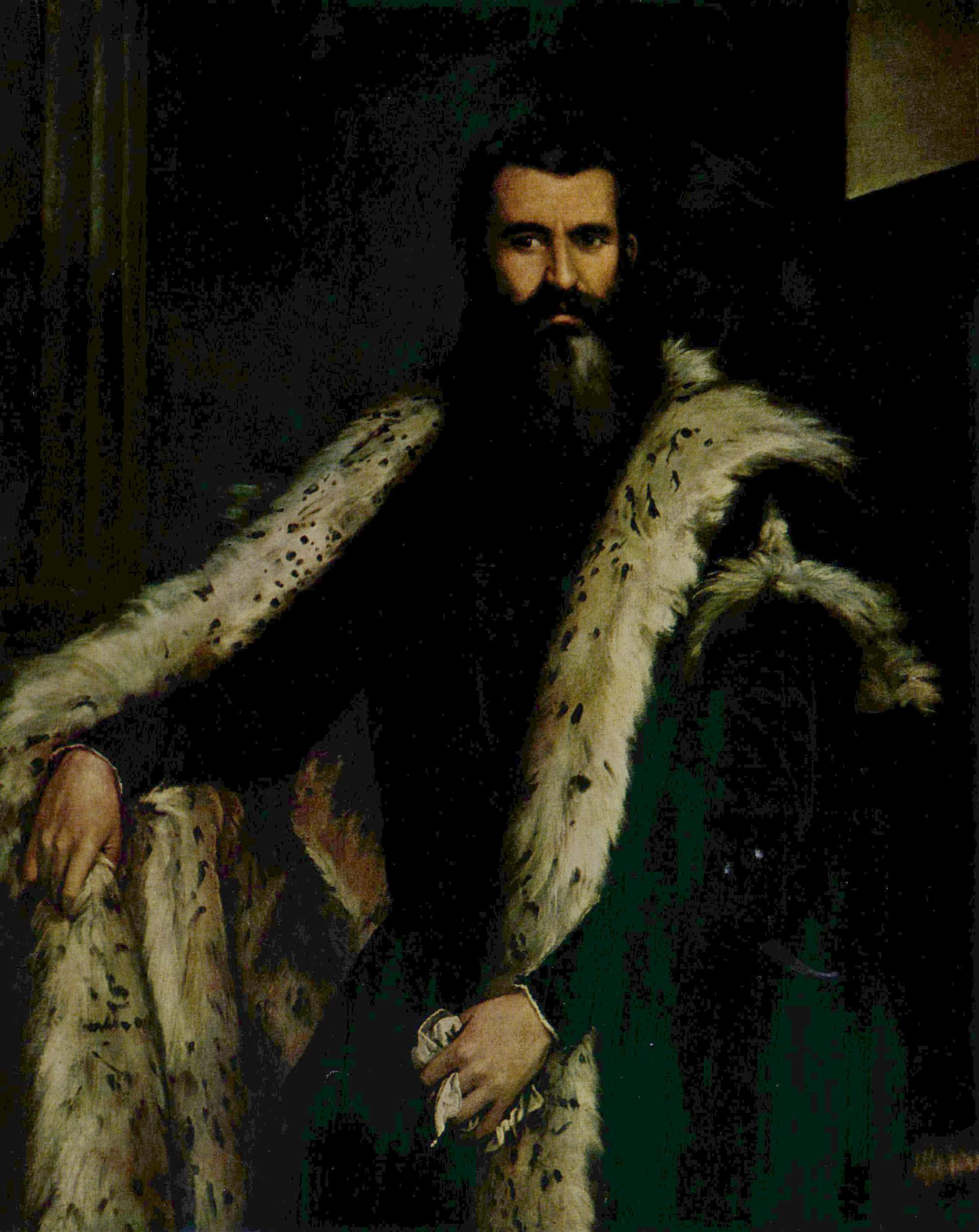
Daniele Barbaro, por Paolo Veronese

Seu irmão era Marcantonio Barbaro. Juntos construíram a Villa Barbaro.
Barbaro teve uma significativa carreira política, servindo ao governo veneziano como embaixador em Londres, junto ao patriarca da Aquileia e representante da República de Veneza no Concílio de Trento (1561).
Foi retratado pelo pintor Paolo Veronese (1565-67).
Em 1557 foi eleito coadjutor (sacerdote adjunto) do Patriarca da Aquileia e tradutor do Vitrúvio, Giovanni Grimani.

## Produção e relações humanistas
A fama de Barbaro deve-se principalmente à sua vasta produção de escritos nas artes, matemática e cartas. Humanista, foi amigo e admirador de personalidades como Andrea Palladio (1508-1580), Pietro Bembo (1470-1547) e Torquato Tasso (1544-1595).

## Publicações

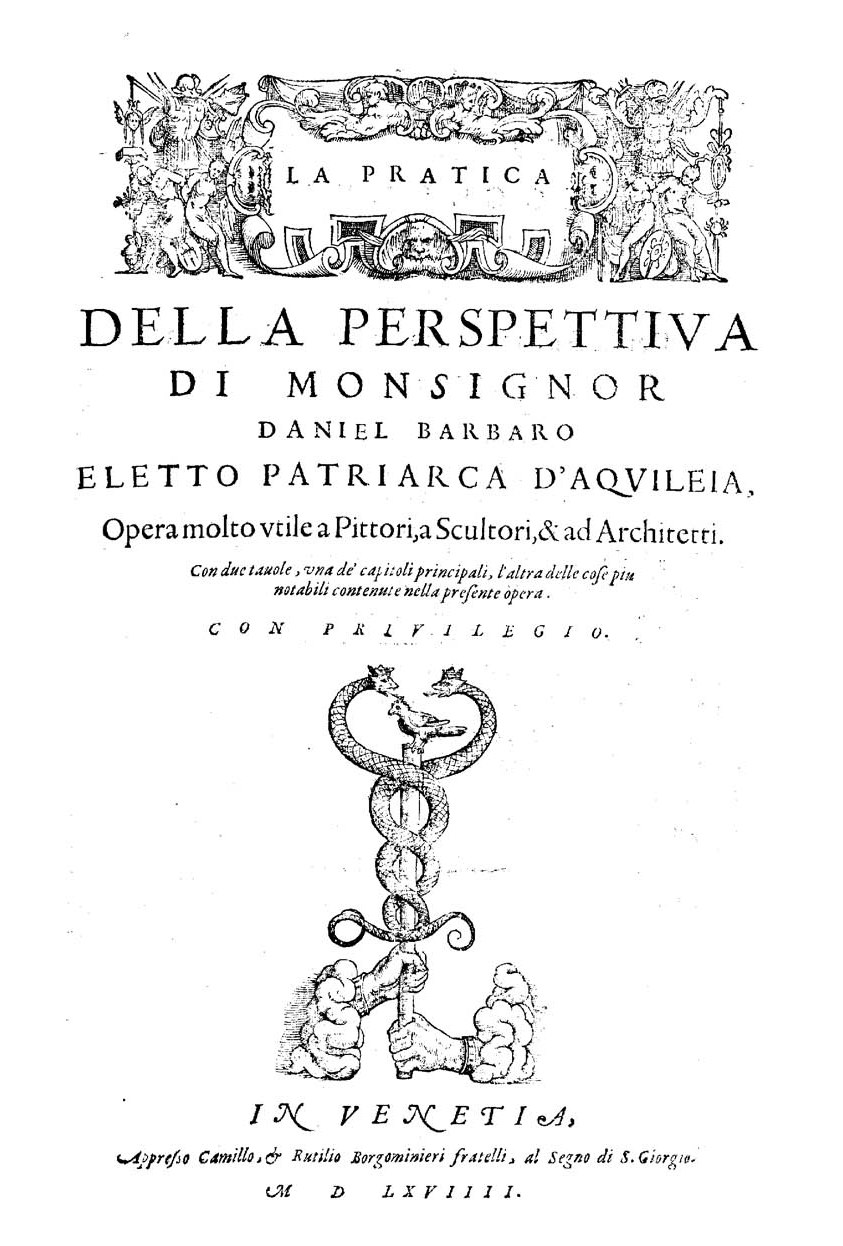
Pratica della perspettiva, 1569

Barbaro pode ter projetado o Palazzo Trevisan em Murano, sozinho ou em colaboração com Palladio. Como na Villa Barbaro, Paolo Veronese e Alessandro Vittoria provavelmente também trabalharam no projeto, que foi concluído em 1557.
Seus trabalhos incluem:
- (1542) Exquisitae in Porphyrium Commentationes.[5]
- (1542) Predica de' sogni, publicada sob o pseudônimo de Reverendo padre Hypneo da Schio.[5]
- (1544) Editou uma edição dos comentários sobre a Retórica de Aristóteles escritos por seu tio-avô Ermolao Barbaro.[6][5]
- (1545) Editou uma edição do Compendium scientiae naturalis de Ermolao Barbaro.
- (1556) Uma tradução italiana com comentários estendidos dos Ten Books of Architecture de Vitruvius, publicados como Dieci libri dell'architettura di M. Vitruvio.[7][8] A obra foi dedicada ao cardeal Ippolito II d'Este, patrono da Villa d'Este em Tivoli.[4][5]
- (1567) Mais tarde, publicou simultaneamente uma edição italiana revisada e uma edição latina intitulada M. Vitruvii de architectura. As ilustrações originais do trabalho de Vitrúvio não sobreviveram, e as ilustrações de Bárbaro foram feitas especialmente por Andrea Palladio, e gravadas por Johann Chrieger. Além de importante como discussão da arquitetura, o comentário de Bárbaro foi uma contribuição ao campo da estética em geral. El Greco, por exemplo, possuía uma cópia. Traduções anteriores haviam sido feitas, por Frei Giovanni Giocondo (1511) e Cesare Cesariano (1521), mas esta obra foi considerada a versão mais precisa até hoje. Barbaro explicou claramente algumas das seções mais técnicas e discutiu a relação entre natureza e arquitetura, embora também tenha reconhecido a maneira como a perícia teórica e arqueológica de Palladio contribuiu para o trabalho.[4][5]
- (1567) Dell'Eloquenza Dialogo[5]
- (1568) La pratica della perspettiva, um livro sobre perspectiva para artistas e arquitetos. Este trabalho descreve como usar uma lente com uma câmera obscura.[4][5]
- um tratado inédito e inacabado sobre a construção de relógios solares (De Horologiis describendis libellus, Veneza, Biblioteca Marciana, Cod. VIII, 42, 3097). Este último trabalho deveria ter discutido outros instrumentos também, incluindo o astrolábio, o planisfério do matemático espanhol Juan de Rojas, o instrumento de navegação cruzado, o torquetum, um instrumento astronômico e o holômetro de Abel Foullon, um instrumento de topografia.